# Clythraxeloma nigropunctatus
Clythraxeloma nigropunctatus is een keversoort uit de familie halstandhaantjes (Megalopodidae). De wetenschappelijke naam van de soort werd in 1896 gepubliceerd door Maurice Pic.